# Rio Marina
Rio Marina é uma comuna italiana da região da Toscana, província de Livorno, com cerca de 2.152 habitantes. Estende-se por uma área de 19 km², tendo uma densidade populacional de 113 hab/km². Faz fronteira com Porto Azzurro, Rio nell'Elba.